# Hydrophis obscurus
Espèce
Synonymes
- Hydrophis obscura Daudin, 1803
- Hydrophis cloris Daudin, 1803
- Hydrophis subcinctus Gray, 1842
- Hydrophis latifasciata Günther, 1864
- Hydrophis coronata Günther, 1864

Statut de conservation UICN

 LC  : Préoccupation mineure
Hydrophis obscurus est une espèce de serpents de la famille des Elapidae.

## Répartition
Cette espèce marine se rencontre dans les eaux du Sri Lanka, de l'Inde, du Bangladesh et de la Birmanie.

## Publication originale
- Daudin, 1803 : Histoire Naturelle, Générale et Particulière des Reptiles; ouvrage faisant suit à l'Histoire naturelle générale et particulière, composée par Leclerc de Buffon; et rédigee par C.S. Sonnini, membre de plusieurs sociétés savantes, vol. 7, F. Dufart, Paris, p. 1-436 (texte intégral).